# Młynówka (dopływ Skory)
Młynówka – potok przepływający przez miasto Chojnów wpadająca do Skory we wsi Konradówka.